# Hermann Köhler
Hermann Köhler (Marsberg, 12 gennaio 1950) è un ex velocista tedesco, specializzato nei 400 metri piani.

## Palmarès
| Anno | Manifestazione | Sede              | Evento            | Risultato | Prestazione | Note  |
| ---- | -------------- | ----------------- | ----------------- | --------- | ----------- | ----- |
| 1971 | Europei        | Helsinki          | 400 m             | 6º        |             |       |
| 1971 | Europei        | Helsinki          | Staffetta 4×400 m | Oro       | 3'02"90     |       |
| 1972 | Olimpiadi      | Monaco di Baviera | Staffetta 4×400 m | 4º        |             |       |
| 1973 | Europei indoor | Rotterdam         | Staffetta 4×360 m | Argento   | 2'46"42     | [ 1 ] |
| 1974 | Europei        | Roma              | Staffetta 4×400 m | Argento   | 3'03"52     |       |
| 1975 | Europei indoor | Katowice          | 400 m             | Oro       | 48"76       |       |
| 1975 | Europei indoor | Katowice          | Staffetta 4×320 m | Oro       | 2'31"4      |       |
| 1976 | Europei indoor | Monaco di Baviera | 400 m             | Argento   | 48"19       |       |